# Membracinae
Membracinae  (лат.) — подсемейство равнокрылых насекомых из семейства горбаток (Membracidae). 

## Распространение и описание
Неотропика и Неарктика (от тропических зон до стран умеренного климата); интродуцированы в Австралию и Юго-Восточную Азию. Пронотум разнообразной формы, простой, вздутый, с различными выростами и шипами.
Задний выступ пронотума нависает над скутеллюмом. Часть представителей обладают крупными выростами и шипами необычной формы на груди (Cladonota, Notocera, Campylenchia latipes, Umbonia). Голени задней пары ног с 3 продольными рядами капюшоновидных щетинок (cucullate setae). 
.

## Систематика
5 триб.
- Aconophorini Goding, 1892
- Hoplophorionini Goding, 1926[3] (Umbonia)
- Hypsoprorini Haupt, 1929
- Membracini Rafinesque, 1815
- Talipedini Deitz, 1975